# Щолкіне
Що́лкіне (крим. Şçolkine) — місто в Україні, в Керченському районі Автономної Республіки Крим. Розташоване на Керченському півострові, на південному березі Азовського моря, за 75 км на захід від міста Керч, біля мису Казантип. Відстань до облцентру становить 173 км і проходить автошляхами E97 та Р23.

## Назва
Назване на честь Кирила Щолкіна — радянського фізика-ядерника, член-кореспондента АН СРСР.
У 2013 році міська влада Щолкіного почала вивчати можливість перейменування міста в Казантип — за назвою розташованого поруч мису. 
У 2023 році у проєкті Постанови Верховної Ради України «Про перейменування деяких населених пунктів Автономної Республіки Крим» місто запропоновано перейменувати на Казан-Тип. Проте, це також історична назва сусіднього села Мисове.
У 2024 році Громадська організація «Євромайдан-Крим» запропонувала Міністерству розвитку громад, територій та інфраструктури України у рамках декомунізації перейменувати місто на честь Героя Небесної Сотні, учасника Євромайдану Сергія Кемського — на місто Кемське.
Невздовзі на громадське обговорення були подані чотири пропозиції щодо перейменування міста Щолкіне, а саме: Сонячне, Кемське, Казан-Тип та Гераклій. Із чотирьох пропозицій обрано Гераклій. Наразі тривають обговорення громадськості за участі Меджлісу кримськотатарського народу та української громади Криму.
Також існує пропозиція перейменувати місто на Акта́ш, на честь історичного села.

## Історія

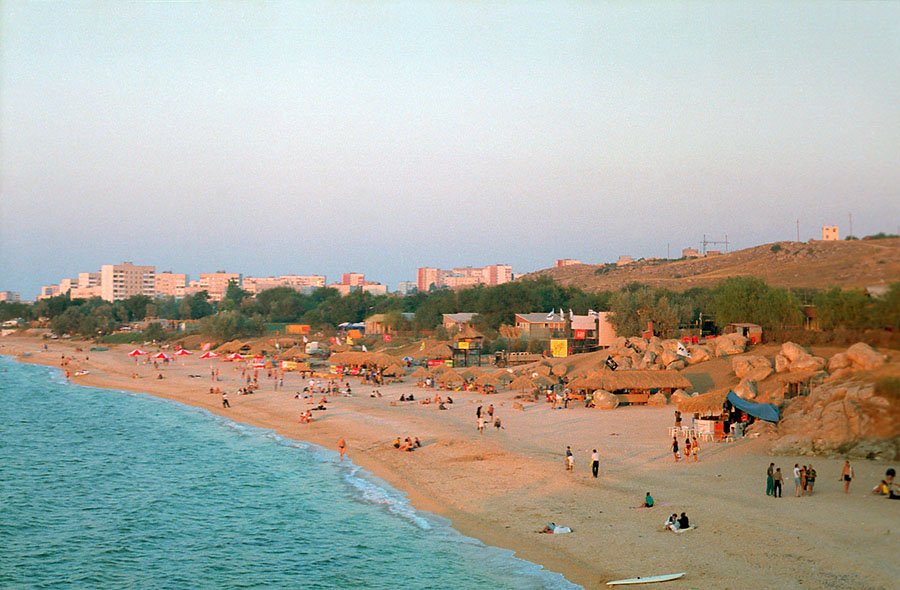
Пляж у Щолкіному

На півдні сучасного міста до 1950-х років розташовувалося село Акташ, крим. Aqtaş, що сягало своїм корінням в епоху кіммерійців.
Засноване в жовтні 1978 року як майбутнє місто для працівників Кримської АЕС. 16 квітня 1982 р. присвоєне найменування селище Щолкіне.; з 19 травня 1982 року смт.
1988-го року на стадії 80%-готовності роботи з будівництва АЕС були призупинені, через небезпеку будівництва в сейсмічній зоні Криму та внаслідок Чорнобильської катастрофи.
Останнім часом[коли?] швидко розвивається як базовий морський курорт Криму. Поруч зі Щолкіним проводили Музичний фестиваль «Казантип» (до анексії Криму РФ).
2011 року тут пройшла 18-та Теріологічна школа-семінар — щорічний форум «Українського теріологічного товариства» НАН України.
У Щолкіному була збудована перша промислова сонячна електростанція у СРСР СЕС-5 в 1985 р. Вона мала потужність 5 МВт, тобто таку ж, як і перший ядерний реактор. За 10 років роботи вона дала 2 000 000 кВт∙год. електроенергії. В середині 90-х років її закрили.
В 2014 році окуповане Росією.

## Пансіонати та будинки відпочинку
- пансіонат «Кримське Приазов'я»
- база відпочинку «Рига»
- готель «Азовське»
- пансіонат «Кримські дачі»
- пансіонат «Ельвіра»
- пансіонат «Корал»
- туристичний комплекс «Зоряне містечко»
- будинок відпочинку «Мисове»